# 牟岐町立河内小学校
牟岐町立河内小学校（むぎちょうりつ こうちしょうがっこう）は、かつて徳島県海部郡牟岐町大字河内字西川又にあった公立小学校。
2013年3月31日に閉校。同年4月1日より牟岐町立牟岐小学校と統合。

## 進学先中学校
- 牟岐町立牟岐中学校